# 南部実長
南部 実長（なんぶ さねなが）は、鎌倉時代中期の御家人。八戸氏（根城南部氏、波木井南部氏）の祖。日蓮の有力壇越として知られ、また甲斐国波木井（はきり）に居住したことから波木井実長とも呼ばれる。

## 生涯
南部光行の三男として誕生。父・光行から甲斐国巨摩郡飯野御牧内にある波木井郷（現在の南巨摩郡身延町梅平一帯）を割譲され、地頭職を兼ねた。嘉禎4年（1238年）、4代将軍・藤原頼経が上洛した際には、兄・実光と共に随兵を務めた。文永6年（1269年）頃、鎌倉での辻説法を聞いて深く感銘し日蓮に帰依した。文永11年（1274年）には、流罪を解かれ佐渡国から鎌倉に戻った日蓮を波木井郷へ招き入れ、まもなく領内の身延山中に草庵を造営し外護の任にあたった。弘安4年（1281年）、十間四面の堂宇を建立寄進し「妙法華院久遠寺」と命名、また実長も出家し法寂院日円と号した。弘安5年（1282年）9月、病身の日蓮は病気療養の為常陸の湯に向かう途中現在の東京都大田区池上に着くと病体が更に悪化し、実長への9ヶ年の感謝と死期の近いことを知らせる最後の手紙を送っている（『波木井殿御報』）。10月13日朝、61歳の生涯を閉じた日蓮の遺言通り遺骨を身延の澤に埋葬し実長を中心に六老僧等で護った。
後代、長男・実継の家系は陸奥国を地盤とする八戸氏（根城南部氏）として存続し、本拠地である甲斐国波木井郷は四男（一説には長男とも）長義の家系が継承した。

## 人物
七宮涬三は、鎌倉幕府に迫害された日蓮を庇護し信仰したその事績から、信念を貫徹する気骨のある人物であったろうと推測している。実長の気概の形成には日蓮と共通するものがあり、日蓮宗の教義の影響があった。そしてその気質は、子の実継や外孫の師行にも引き継がれたと指摘している。
日蓮の死後、身延山初祖日興と実長の間に、日蓮によって禁止された『四箇の謗法（神社への参詣、神社への寄進、釈迦立像建立の可否、念仏道場の造立）』についての論争を生じ、その結果日興は身延を離山した。この論争については、未だに富士系日蓮の派（いわゆる勝劣派）と身延系日蓮の派（いわゆる一致派）との決着をみていない。はじめは日興によって教化され、日興が身延の初祖の時は師としていたが、次位の日向が神社参詣、神社への寄付などを認めたので、日向に師を変更した。このため、日興との間に確執を生み、日興は身延を去って、富士に移った。

## 系譜
- 父：南部光行（1165?-1236?）
- 母：不詳
- 室：不詳
  - 長男：南部実継（?-1332）
  - 次男：南部実氏（?-?）
  - 三男：舩原三郎（?-1340） - 前名・波木井祐光
  - 四男：波木井長義（?-1313）
  - 女子：小笠原長経室